# 多佛鎮區 (密蘇里州弗農縣)
多佛鎮區（英語：Dover Township）是位於美國密蘇里州弗農縣的一個行政鎮區。

## 地方資料
多佛鎮區的面積為123.39平方千米，當中陸地面積為122.99平方千米，而水域面積為0.40平方千米。根據2020年美國人口普查的數據，當地共有人口451人，而人口密度為每平方千米3.66人。